# Гослар
Го́слар (нем. Goslar, н.-нем. Goslär) — город в Германии, районный центр, расположен в земле Нижняя Саксония у подножия горного массива Гарц.
Входит в состав района Гослар. Население составляет 51 439 человек (на 31 декабря 2016 года). Занимает площадь 92,58 км². Официальный код — 03 1 53 005. Подразделяется на 12 городских районов.
К юго-востоку от города находится гора Боксберг с бобслейной трассой.

## Демография
| Год  | Население |
| ---- | --------- |
| 1821 | 7547      |
| 1848 | 9748      |
| 1871 | 11900     |
| 1885 | 15997     |
| 1905 | 23640     |
| 1925 | 27881     |
| 1933 | 29538     |
| 1939 | 34371     |
| 1946 | 47855     |
| 1950 | 53804     |
| 1956 | 53236     |

| Год  | Население |
| ---- | --------- |
| 1961 | 54151     |
| 1968 | 53819     |
| 1970 | 52649     |
| 1975 | 53963     |
| 1980 | 52556     |
| 1985 | 49636     |
| 1990 | 46251     |
| 1995 | 46142     |
| 2000 | 44278     |
| 2005 | 43119     |

## История

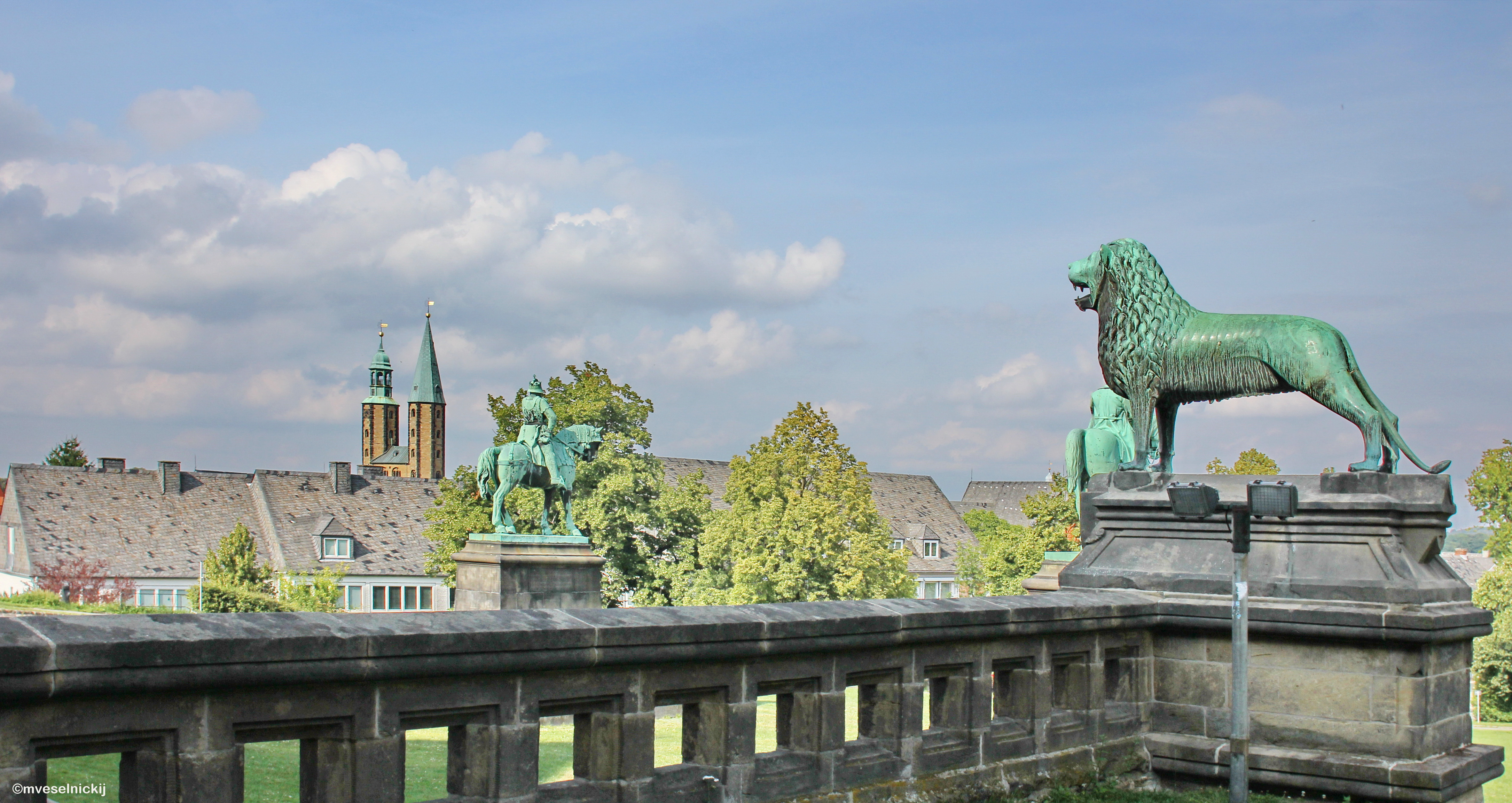
Гослар, Кайзерпфальц. Перед Дворцом

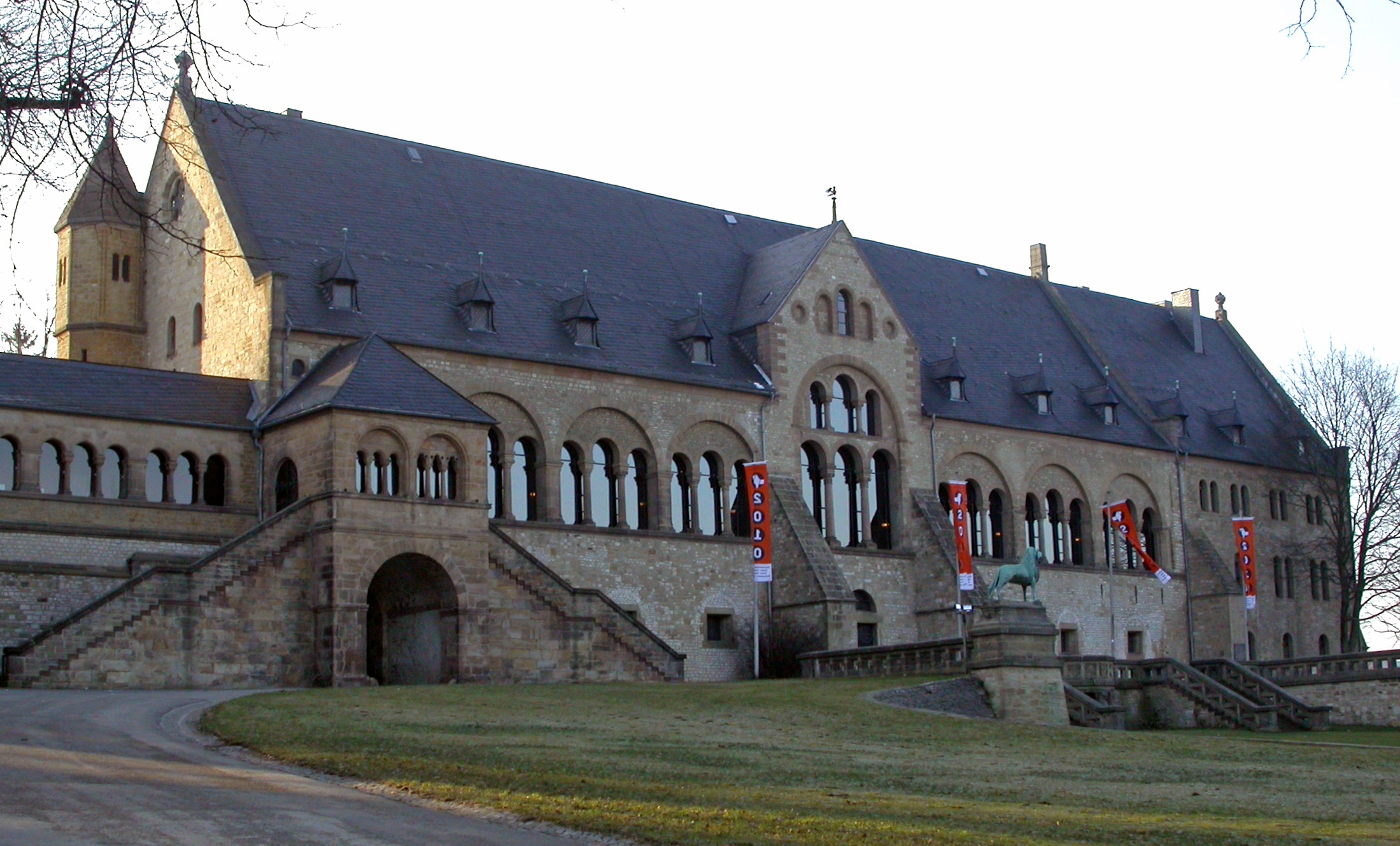
Императорский дворец

Первое упоминание о городе датируется 922 годом, когда Генрихом Первым около горы Раммельсберг было основано поселение рудокопов, добывавших серебро и медь. При Генрихе Втором центром становится императорский средневековый замок. Позднее при Конраде Втором возводится часовня Девы Марии, не сохранившаяся к XXI веку.
При правлении Генриха III и его супруги Агнесы начинается расцвет города. Именно во время их правления достраиваются и строятся многие каменные здания: в частности, заканчивается возведение имперского пфальца, строительство церкви Святого Симона и святого Иуды. С 1081 по 1802 годы Гослар имел статус имперского города. В ходе наполеоновских войн был аннексирован Пруссией.

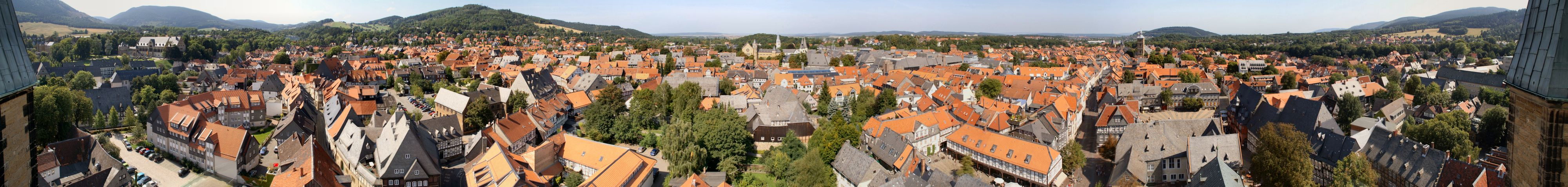
Панорама центральной части города

## Достопримечательности
- Гослар — средневековый императорский дворцовый комплекс.

## Известные уроженцы и жители
- См. Категория:Персоналии:Гослар